# 奥萨德蒙铁尔

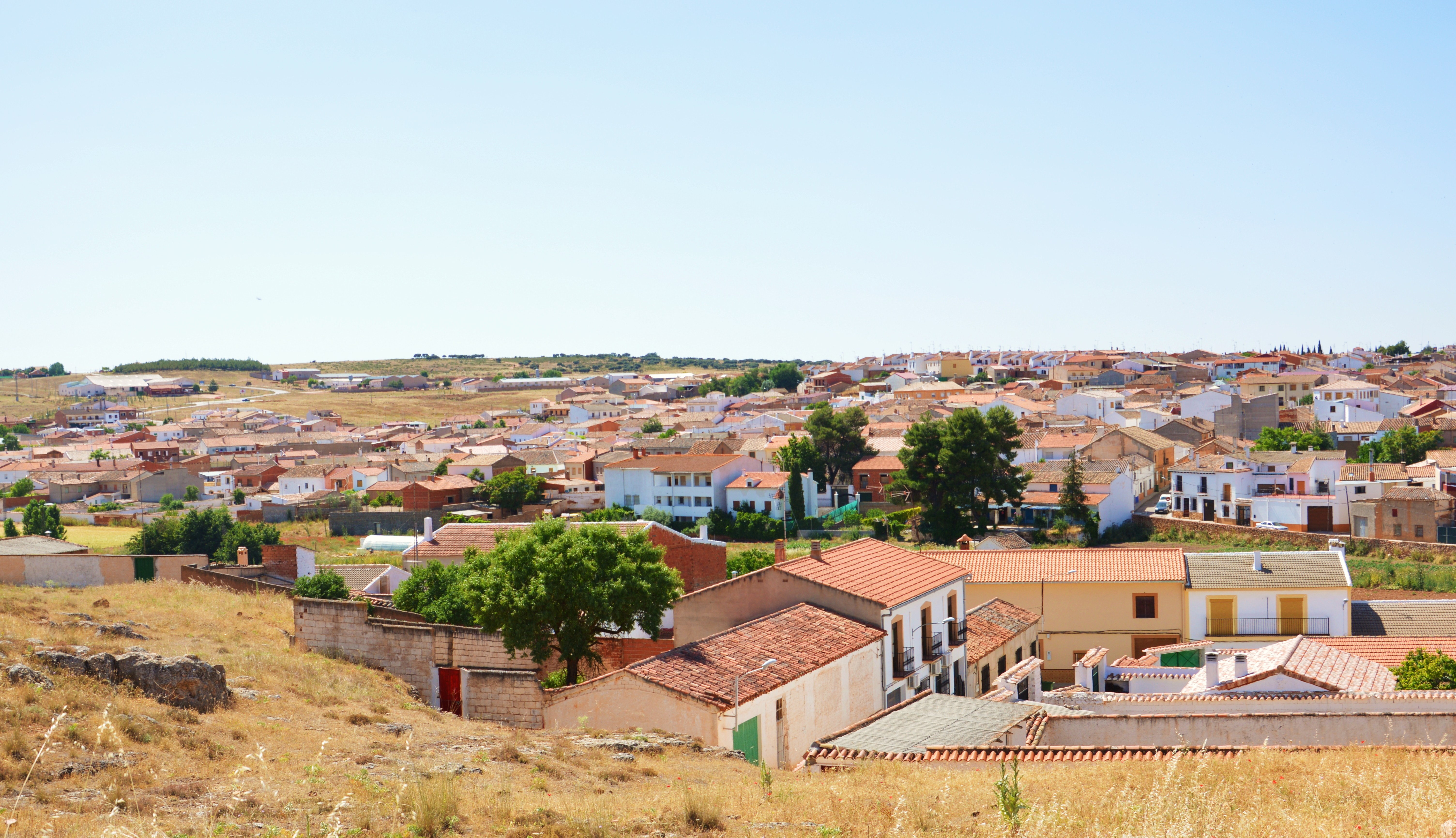

奥萨德蒙铁尔，是西班牙卡斯蒂利亚-拉曼恰自治区阿尔瓦塞特省的一个市镇。 总面积244km², 总人口2704人（2001年），人口密度11人/km²。